# Trionymus arnicae
Trionymus arnicae är en insektsart som beskrevs av Siraiwa 1939. Trionymus arnicae ingår i släktet Trionymus och familjen ullsköldlöss. Inga underarter finns listade i Catalogue of Life.